# باتي وونغ
باتي وونغ (بالإسبانية: Patty Wong)‏ هي مقدمة تلفزيونية وعارضة بيروفية، ولدت في 29 أكتوبر 1980 في ليما في بيرو.